# Кароліна Амалія Гессен-Кассельська
Кароліна Амалія Гессен-Кассельська (нім. Karoline Amalie von Hessen-Kassel, 11 липня 1771 — 22 лютого 1848) — гессенська принцеса з Гессенського дому, донька першого курфюрста Гессену Вільгельма I та данської принцеси Вільгельміни Кароліни, дружина герцога Саксен-Гота-Альтенбургу Августа.
Була відома своєю благодійною діяльністю. Протегувала композитору Луї Шпору.

## Біографія

### Дитинство та юність
Народилась 11 липня 1771 року в Ганау другою дитиною та другою донькою в родині графа Ганау Вільгельма IX та його дружини Вільгельміни Кароліни Данської. Мала старшу сестру Марію Фредеріку та молодших братів Фрідріха і Вільгельма.

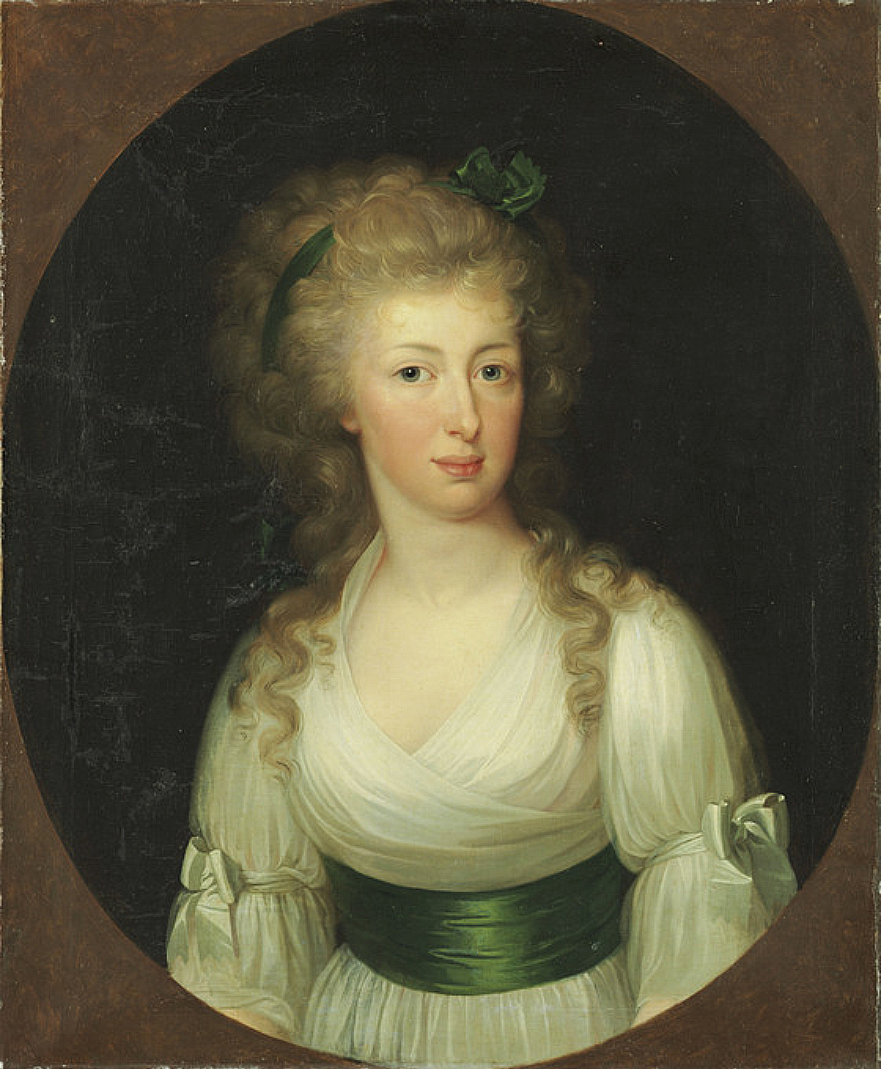
Портрет Кароліни Амалії пензля невідомого майстра

У 1785 році батько став правлячим ландграфом Гессен-Касселю. Родина приєдналася до нього у Касселі на початку того ж року. Це не завадило йому мати численних коханок та позашлюбних дітей.
Хоча він був одним із найбагатших правителів, кассельський двір був простим: відмовились від опери та балету, скоротили придворний оркестр, відмінили лотерею, зменшили кількість війська.
Кароліна Амалія була заручена зі своїм кузеном Фрідріхом Гессен-Кассельським. Однак юнак у 1799 році розірвав заручини. У 1800 році дівчина відмовила принцу Фрідріху Гессен-Гомбурзькому через свій роман із камергером Людвігом фон Таубе. Романтичний зв'язок завершився зі звільненням останнього Вільгельмом.
Влітку 1801 року принцеса познайомилася з Августом Саксен-Гота-Альтенбурзьким під час його відвідин Касселя. У наступному січні батько Августа просив у Вільгельма руки Кароліни Амалії для свого сина.

### Шлюб
Вінчання 30-річної Кароліни Амалії із 29-річним принцом Августом відбулося 24 квітня 1802 року в Касселі. Наречений був удівцем і мав доньку-немовля від першого шлюбу. Спільних дітей у подружжя не було.

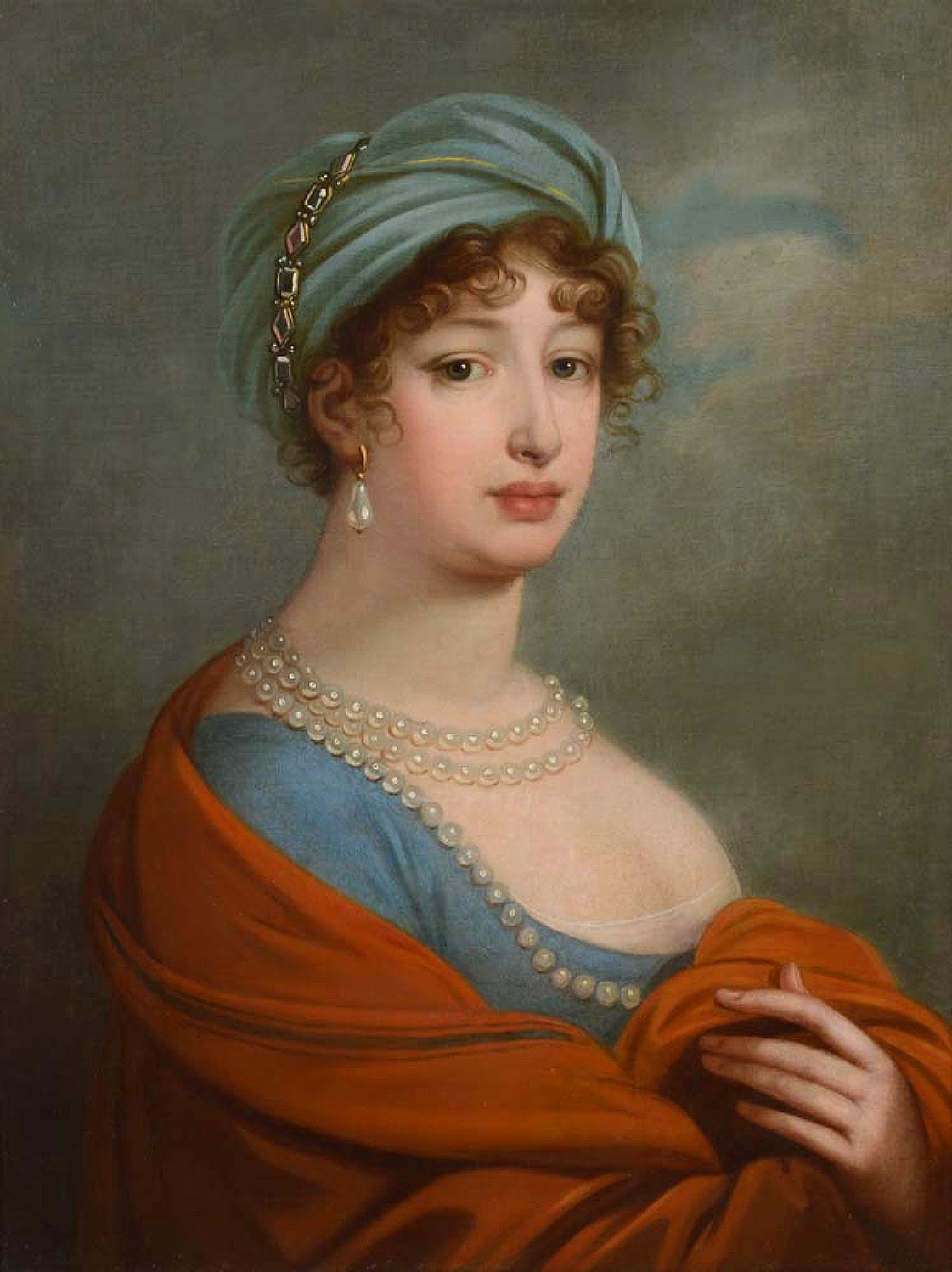
Портрет герцогині, 1807

Навесні 1804 року її чоловік став правлячим герцогом Саксен-Гота-Альтенбургу, а сама вона — герцогинею-консортом. За рік до цього її батько отримав титул курфюрста.
Полюбляла музику і призначила придворним концертмейстером Луї Шпора. Він обіймав цю посаду з 1805 до 1813 року.
Веймарська художниця Луїза Зейдлер, яка відвідала готський двір у 1811 році, характеризувала Кароліну Амалію як гарну та доброзичливу, але не видатну людину. Щодо відносин подружжя, за її словами, то герцогиня «з ентузіазмом кохала свого чоловіка, духом якого захоплювалася». Втім, після кількох років шлюбу вона віддалилася від нього, оскільки погляди пари на життя були надто різними. Август із підкреслено жіночою та екстравагантною поведінкою віддавався пристрасті колекціонування та час від часу шокував двір своїми появами у жіночому вбранні. Йоганн Вольфганг фон Гете знаходив його «приємним та огидним водночас».
Август був палким шанувальником Наполеона. Той кілька разів навідував його в Готі та обідав із правлячим подружжям. Кароліна Амалія захоплення чоловіка Бонапартом не поділяла. Після того як французи окупували у 1806 році Гессен, її матір переїхала до неї. Після ж поразки французів при Ватерлоо Август став персоною нон ґрата в усіх аристократичних колах Німеччини.
Спільні публічні виступи подружжя були рідкістю з 1810 року. 1813 року герцогиня взагалі залишила замок Фріденштайн, де мешкала з Августом, й оселилася у Зимовому палаці Готи, оскільки її матір, яка займала його раніше, повернулася до Касселя з відходом французів. Літо Кароліна Амалія проводила у замку Фрідріхсталь. Август у 1821 році презентував його дружині разом із Чайним палацом і Зимовим замком.
У травні 1822 року герцог раптово помер після нетривалої хвороби. Саксен-Гота-Альтенбург перейшов до його неодруженого бездітного брата Фрідріха. Той, у свою чергу, мало цікавився державними справами й тривалий час перебував на закордонних курортах. Керування країною здійснював Бернгард Август фон Лінденау. Фрідріх пішов з життя у лютому 1825 року. Герцогство було поділене: Саксен-Гота відійшла Саксену-Кобургу, а Саксен-Альтенбург — Саксен-Ґільдбурггаузену. Кароліна Амалія залишилась мешкати в Готі.

### Останні роки

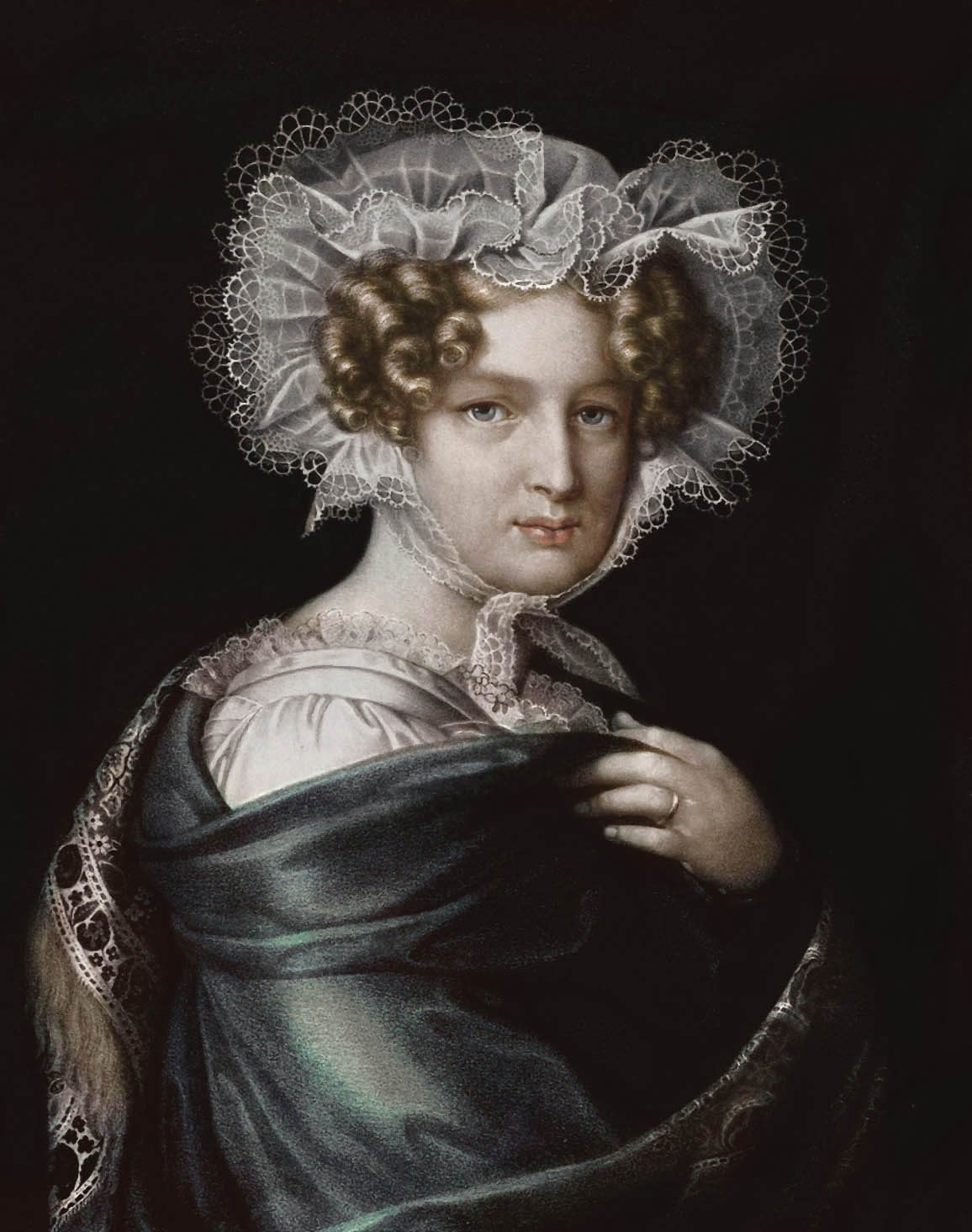
Портрет герцогині, кінець 1820-х

Герцогиня була відома милосердям. Після шлюбу падчерки у 1817 році, й, особливо після смерті чоловіка, вона стала «справжньою матір'ю нужденних і бідняків». Користувалася великою повагою серед народу.
У 1824 році заснувала школу у своїй Готській резиденції, яку за чотири роки назвали на її честь (нім. Karolinenschule). У даному закладі доньок небагатих людей готували після конфірмації як прислугу. Також стала основателькою фонду Karolinenstiftung, який виплачував щорічно 438 марок із відсотків спадщини для потреб нужденних і 300 марок як стипендію для учнів гімназій.
Суперінтендант Готи та її почесний громадянин Отто Драйєр свідчив про «готовність герцогині приносити жертви, з істинно материнським серцем, при необхідності полегшувати негаразди і витирати сльози; готовність допомагати, що не зменшувалася навіть у найважчих обставинах».
Падчірка Кароліни Амалії стала дружиною герцога Саксен-Кобург̠-Заальфельдського і мала двох синів. У період з 1822 до 1835 років хлопчики проводили із бабусею кілька тижнів на рік. Альберт, який був улюбленим онуком герцогині, до самої її смерті жваво листувався із нею, завжди звертаючись до неї «Любима бабуся» й підписуючи листи «Твій вірний онук Альберт». Ернст, який володарював у Готі наприкінці її життя, в свою чергу, відмічав, що Кароліна Амалія за своє довге життя майже не мала ворогів, що було надзвичайною рідкістю в той час, та користувалася щирою відданістю підлеглих.
У період з 28 серпня по 3 вересня 1845 року Ернст та Альберт із дружиною Вікторією здійснили візит до Готи й навідали вдовіючу герцогиню, про що було оповіщено у місцевій газеті.
Кароліна Амалія померла після другої години дня 22 лютого 1848 року у Готі від захворювання грудей. 27 лютого герцогиню поховали на острові у Замковому парку, згідно її бажання, без особливої помпи. Як і всі розташовані там могили герцозької родини, поховання не було відмічене жодним пам'ятником, виключно овалом із квітів. Внаслідок цього точне місце останнього спочинку правительки невідоме.